# This Is Heavy Metal
This Is Heavy Metal är en singel från det finska hårdrocksbandet Lordi, från deras album Babez For Breakfast. Singeln släpptes den 9 augusti 2010.